# Sheldahl (Iowa)
Sheldahl – miasto w Stanach Zjednoczonych, w stanie Iowa, w hrabstwie Boone. W 2000 roku liczyło 336 mieszkańców.